# ال ورانو (کالیفرنیا)
ال ورانو (به انگلیسی: El Verano) یک منطقهٔ مسکونی در ایالات متحده آمریکا است که در کالیفرنیا واقع شده‌است. ال ورانو ۲٫۹۵۸ کیلومتر مربع مساحت و ۴٬۱۲۳ نفر جمعیت دارد و ۳۳ متر بالاتر از سطح دریا واقع شده‌است.